# Gioan Baotixita Nguyễn Đình Thi
Gioan Baotixita Nguyễn Đình Thi (1934–2010) là một linh mục công giáo người Pháp gốc Việt. Ông là Chủ tịch Sáng lập Hội Huynh Đệ Việt Nam năm 1967 tại Paris; Chủ tịch Sáng lập Phong trào Công giáo và Dân tộc tại Paris năm 1970 đồng thời là tổng biên tập tờ Báo Công giáo và Dân tộc.

## Sự nghiệp
Nguyễn Đình Thi sinh năm 1934 tại làng Phương Trạch, xã Điền Mỹ, huyện Hương Khê, tỉnh Hà Tĩnh, thuộc giáo xứ Thổ Hoàng, giáo hạt Ngàn Sâu, giáo phận Hà Tĩnh. Năm 1954, Ông theo học chương trình Chủng viện của giáo phận Vinh dành cho đối tượng là giáo dân di cư. Năm 1957, Ông tốt nghiệp Trung học đệ nhị cấp (Tú tài 2) và được chủng viện cho phép theo học một lúc chương trình Đại Chủng viện và hai trường Đại học Văn khoa và Luật khoa Sài Gòn.
Năm 1960 Ông tốt nghiệp cả hai trường Đại học. Năm 1961, Ông được Tổng Giám mục Phaolô Nguyễn Văn Bình gửi đi học tại Đại Chủng viện Xuân Bích Paris. Tháng 6 năm 1965, Ông tốt nghiệp chương trình Đại chủng viện, được Hồng y M. Feltin, Tổng Giám mục Paris thừa ủy nhiệm Giám mục Phaolô Nguyễn Văn Bình phong chức linh mục tại Đại Vương cung Thánh đường Đức Bà Paris. Vì có khả năng học vấn cao, nên ông được Đại Chủng viện Xuân Bích cho phép theo học song song chương trình Tiến sĩ đệ tam cấp khoa triết Đại học Sorbonne, Pháp. Tháng 6 năm 1966, chỉ 1năm sau khi được phong chức linh mục, Ông đã bảo vệ thành công luận án Tiến sĩ triết học.
Năm 1965, Ông làm linh mục phụ tá bán thời gian tại giáo xứ Saint Gilbert de Vaugirard, Paris XV.
Năm 1966, Sau khi bảo vệ thành công luận án Tiến sĩ đệ tam cấp, Ông làm chuyên viên nghiên cứu khoa học xã hội tại Trung tâm Quốc gia Nghiên cứu khoa học của Pháp (C.N.R.S.) và tiếp tục nghiên cứu sâu về Nhân chủng học và Dân tộc học.

## Hoạt động xã hội
Năm 1963, ông và một số thân hữu đấu tranh cho hòa bình ở Việt Nam. Năm 1963, Ông thành lập Trung tâm Liên lạc Văn hóa Âu – Á tại Pháp, sau này đổi tên là Hội Huynh Đệ Âu – Á hoặc khi hoạt động tại Việt Nam thì có tên Hội Huynh Đệ Việt Nam .
Từ năm 1967–1968, ông cùng hội đã tổ chức nhiều buổi văn nghệ quyên góp tiền cứu trợ nạn nhân chiến tranh ở hai miền Nam, Bắc Việt Nam thông qua Hội Chữ Thập Đỏ Quốc tế.
Năm 1970, Linh mục Thi cùng Hội Huynh Đệ Việt Nam tại Pháp thành lập Phong trào Công giáo và Dân tộc đồng thời xuất bản tờ báo Công giáo và Dân tộc nhằm kêu gọi người Việt Nam Công giáo cùng tham gia đấu tranh cho hòa bình
Năm 1975, tờ Công giáo và Dân tộc được đưa về Việt Nam và tiếp tục chính thức xuất bản tại Thành phố Hồ Chí Minh cho đến nay.

## Những năm cuối đời
Linh mục Nguyễn Đình Thi chủ yếu sống ở Việt Nam trong những năm cuối đời. Tuổi cao, sức yếu, nhưng ông không nghỉ ngơi, vẫn tiếp tục làm việc và thăm các dự án của Hội Huynh Đệ Việt Nam.
Tháng 6 năm 2010, ông quay về Pháp để giải quyết các chương trình của Hội Huynh Đệ tại Việt Nam. Ngày 25 tháng 7 năm 2010, Linh mục Nguyễn Đình Thi bị đột quỵ và từ trần tại Paris, hưởng thọ 76 tuổi.

## Vinh danh
- Năm 2006, Chủ tịch nước CHXHCN Việt Nam trao tặng Huy chương Kháng chiến hạng nhất
- Năm 2007, Báo Điện tử Việt Nam Net trao Giải thưởng Vinh danh nước Việt 2006[4].